# Pteroceras erosulum
Pteroceras erosulum är en orkidéart som beskrevs av Henrik Aerenlund Pedersen. Pteroceras erosulum ingår i släktet Pteroceras och familjen orkidéer. Inga underarter finns listade i Catalogue of Life.